# Polskie Stowarzyszenie Go
Polskie Stowarzyszenie Go (PSG) – stowarzyszenie powstałe w celu propagowania gry go w Polsce.
Stowarzyszenie jest organizatorem Mistrzostw Polski w go i jest członkiem Europejskiej Federacji Go oraz Światowej Federacji Go jako reprezentant Polski.

## Historia

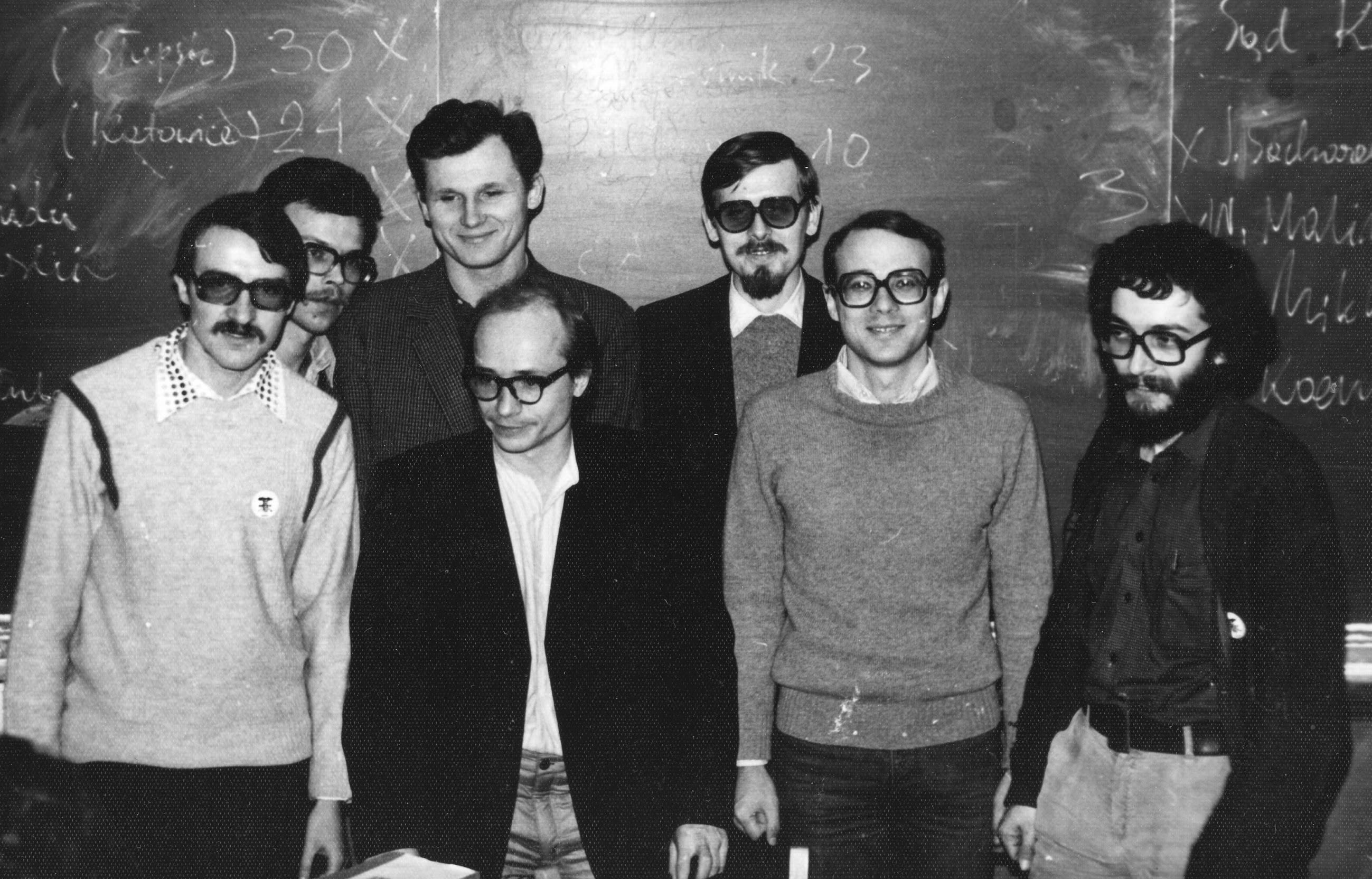
Zjazd Założycielski Polskiego Stowarzyszenia Go, 10 grudnia 1983

Go w Polsce pojawiło się w latach 60. XX wieku. Pierwsze regularne spotkania graczy odbywały się już w roku 1973.
Polskie Stowarzyszenie Go powstało 7 listopada 1983 roku w Warszawie. Jego pierwszym prezesem był Leszek Dziumowicz.
Od 1983 roku PSG zajmuje się organizacją Mistrzostw Polski w go.
W roku 2003 PSG zostało wpisane do rejestru KRS.

### Sukcesy międzynarodowe
- 1983 – Janusz Kraszek został mistrzem Europy w go
- 2001 – Anna Lubos i Jan Lubos – II wicemistrz Europy par w go
- 2003 – Aleksandra Lubos i Leszek Sołdan – II wicemistrz Europy par w go
- 2006 – Mateusz Surma(inne języki) został mistrzem Europy w go do lat 12
- 2007 – Marika Dubiel i Marek Kamiński – II wicemistrz Europy par w go
- 2010 – Mateusz Surma został mistrzem Europy w go do lat 16
- 2011 – Mateusz Surma został mistrzem Europy w go do lat 16
- 2015 – Mateusz Surma został 3. w historii zawodowym graczem (pro) Europejskiej Federacji Go[6][7]

- 2021 – Stanisław Frejlak(inne języki) został 8. w historii zawodowym graczem (pro) Europejskiej Federacji Go[8]

## Status prawny
W Krajowym Rejestrze Sądowym PSG widnieje jako Stowarzyszenie.

### Cele
Według opisu stowarzyszenia w KRS celem stowarzyszenia jest „kształtowanie kultury umysłowej przez popularyzowanie japońskiej gry planszowej go”. W statucie określono następujące cel:
- wspomaganie działalności Klubów Go oraz inicjowanie powstawania nowych Klubów, ze szczególnym uwzględnieniem klubów dla dzieci i młodzieży,
- organizowanie i prowadzenie nauczania dla początkujących i zaawansowanych;
- inspirowanie działalności wydawniczej dotyczącej teorii i praktyki Go oraz wydawanie
- własnego periodyku w tym zakresie;
- gromadzenie, opracowywanie i udostępnianie wszelkich wydawnictw o Go na świecie;
- popularyzowanie wiedzy o Go poprzez współpracę z pokrewnymi stowarzyszeniami, organizacjami, radiem, telewizją i prasą;
- inicjowanie i popieranie działalności mającej na celu produkcję sprzętu do gry w Go;
- organizowanie krajowych i międzynarodowych turniejów oraz uczestnictwo w turniejach za granicą;
- organizowanie okresowych kursów Go;
- inicjowanie i prowadzenie międzynarodowej współpracy i wymiany, utrzymywanie kontaktów z Międzynarodową Federacją Go oraz pokrewnymi instytucjami za granicą;
- udzielanie wszechstronnej pomocy członkom Stowarzyszenia i ogółowi społeczności w zakresie objętym jego działalnością.

### Zarząd
Najwyższą władzą PSG jest Walne Zgromadzenie Członków, a bieżącą działalnością kieruje Zarząd, składający się z 3–6 członków, który wybierany jest na dwuletnie kadencje.
| Od   | Do   | Imię i nazwisko        |
| ---- | ---- | ---------------------- |
| 1983 | 1985 | Leszek Dziumowicz      |
| 1985 | 1993 | Krzysztof Grabowski    |
| 1993 | 1997 | Janusz Kraszek         |
| 1997 | 1999 | Włodzimierz Malinowski |
| 1999 | 2000 | Michał Bażyński        |
| 2000 | 2001 | Piotr Kober            |
| 2001 | 2003 | Sławomir Piela         |
| 2003 | 2004 | Włodzimierz Malinowski |
| 2004 | 2005 | Sławomir Piela         |
| 2005 | 2006 | Jacek Puczniewski      |
| 2006 | 2008 | Michał Parkoła         |
| 2008 | 2010 | Leszek Sołdan          |
| 2010 | 2014 | Błażej Madejski        |
| 2014 | 2016 | Krzysztof Giedrojc     |
| 2016 | 2017 | Justyna Platek         |
| 2017 | 2023 | Maksym Walaszewski     |
| 2023 |      | Tomasz Andrzejewski    |